# Diabetes Wellness Network Sverige
Diabetes Wellness Sverige är en insamlingsstiftelse som samlar in pengar till förmån för diabetesforskningen. Stiftelsen arbetar även med att informera allmänheten om diabetes och dess följdsjukdomar. Diabetes Wellness Sverige grundades 2006 och har sedan 2007 ett 90-konto. Stiftelsen är kontrollerad av Svensk insamlingskontroll och av Länsstyrelsen i Stockholms län.
Moderstiftelsen är internationell och har systerorganisationer i Finland, England, Frankrike och USA. Alltsedan starten för Diabetes Research & Wellness Foundation i USA 1993 och 1998 i England har organisationen och dess nätverk av organisationer arbetat tillsammans med att sprida information om diabetes samt att stötta forskning som syftar till att hitta ett botemedel mot diabetes. 
Stiftelsen har sedan starten skänkt ca 65 miljoner till diabetesrelaterad forskning. Alla insamlade medel som skänks till forskningen är privata vilket gör att Diabetes Wellness Sverige är den stiftelse i Sverige som samlat in mest privata gåvomedel till diabetesrelaterad forskning de senaste åren.[källa behövs]